# Neocercophana
Neocercophana é um gênero de mariposa pertencente à família Bombycidae.